# Ardennen
De Ardennen (Frans (in België): Ardenne, Frans (in Frankrijk): Ardennes, Waals: Årdene, Luxemburgs: Ardennen) vormen een bosrijk middelgebergte in het zuidoosten van België (een groot deel van Wallonië), Noord-Luxemburg en een klein deel in aangrenzend Frankrijk. Het is de westelijke uitloper van het Rijnlands leisteenplateau, een massief van leisteen, waartoe ook de Eifel, Hunsrück en de Taunus behoren. Het gebergte is een overblijfsel van de hercynische orogenese en werd 390 tot 300 miljoen jaar geleden gevormd.

## Begrenzing

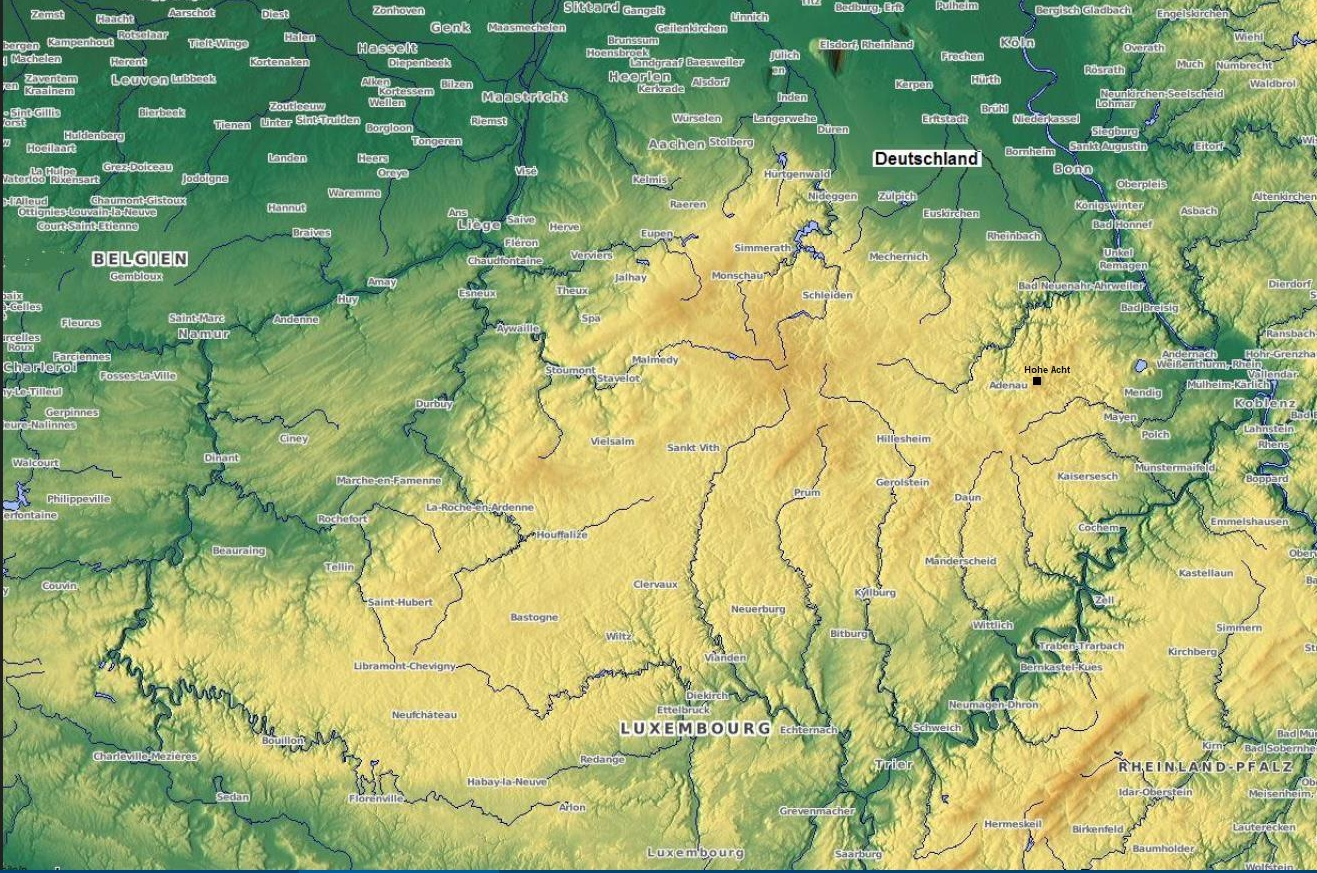
in het midden van de afbeelding de grensoverschrijdende hooglanden van de Ardennen en de Eifel, beperkt door Maas, Semois, Moezel, Rijn

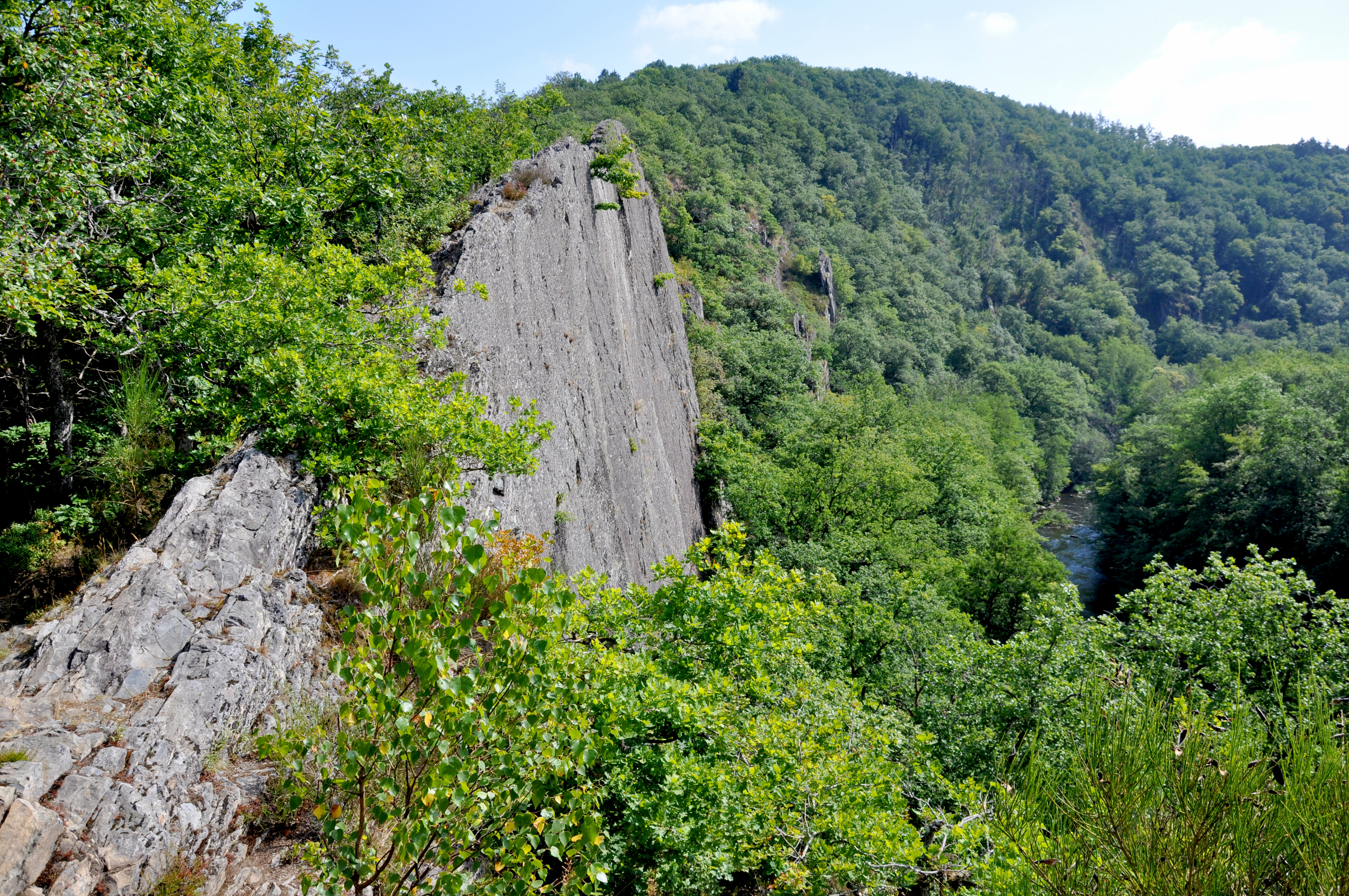
Le Hérou in Nadrin, Natuurpark van de twee Ourthes

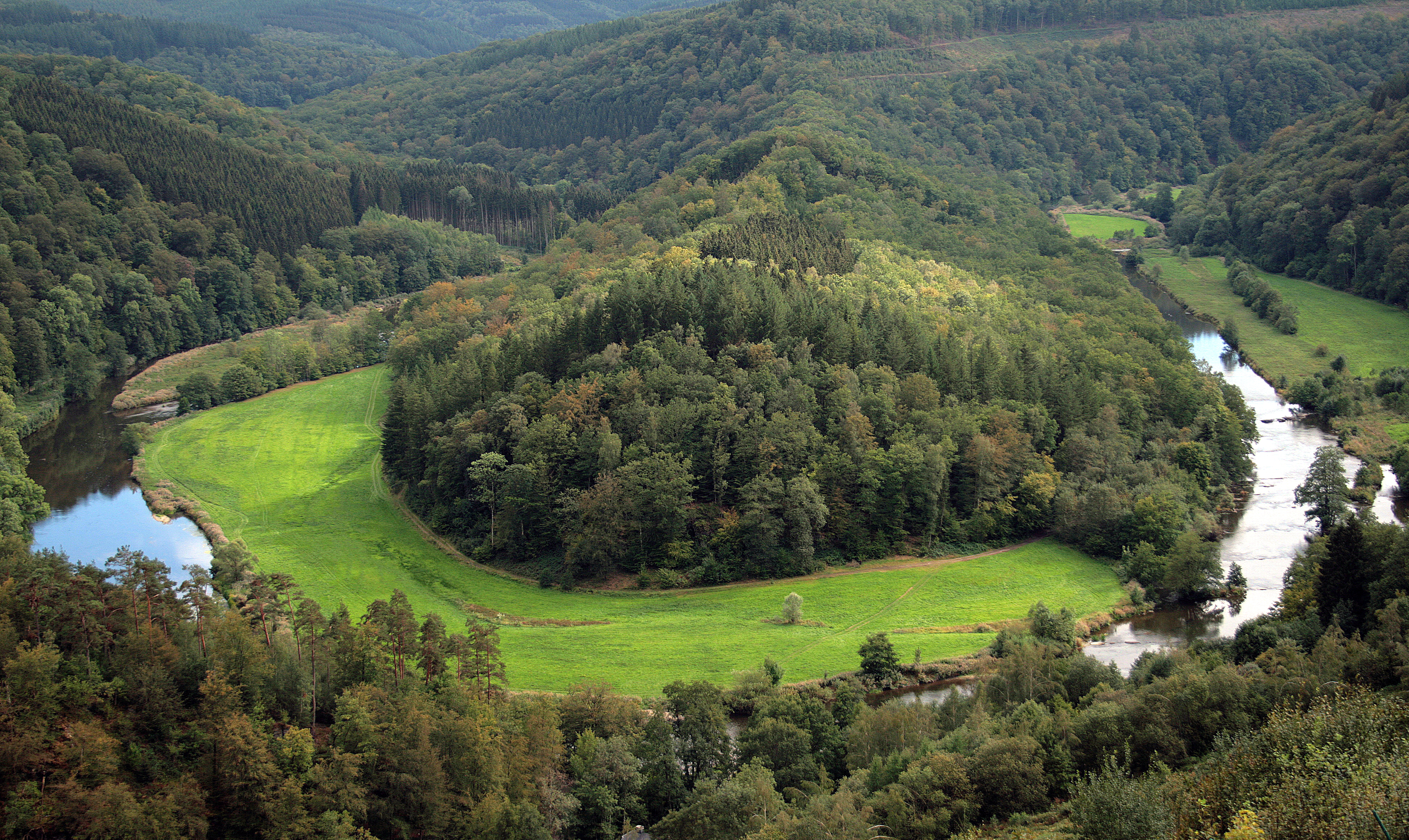
Het 'Graf van de reus' in Botassart, Nationaal Park Vallée de la Semois

Er bestaan twee indelingen ten aanzien van welk gebied precies tot de Ardennen behoort.
De ene betreft een geologische indeling. Hierbij gaat het om het eigenlijke Ardense heuvelland. De grenzen hiervan worden min of meer gevormd door de rivier de Vesder en het daarboven gelegen Land van Herve in het noorden en de rivier de Semois en het daaronder gelegen Belgisch-Lotharingen (ook wel Gaume genoemd) in het zuiden. De westgrens betreft de schisteuze depressies van de Fagne en de Famenne en de oostgrens de Eifel. De Eifel maakt deel uit van dezelfde geologische formatie als de Ardennen, ook al is het gebruikelijk ze als twee aparte gebieden te beschouwen. Tussen de Fagne-Famenne en de Ardennen ligt een slechts enkele kilometers brede kalksteenformatie, de Calestienne.
De andere is een toeristische en cultureel-landschappelijke indeling, de ruime opvatting. Hierbij worden als pars pro toto ook de gebieden rondom het eigenlijke Ardense heuvelland tot de Ardennen gerekend zoals de Condroz, de Fagne en de Famenne, de Gaume of Belgisch-Lotharingen, het Land van Herve en de Voerstreek.
De grenzen van deze 'ruime' Ardennen liggen bij de rivieren de Maas en de Samber in het westen, de Franse Maas bij Sedan in het zuiden, de Eifel in het oosten en het Nederlandse Zuid-Limburg in het noorden. Kort gezegd verstaat men er het hele Belgische grondgebied ten zuiden van de Samber en de Maas onder.
In dit artikel beperken we ons tot de “eigenlijke Ardennen”. Meer informatie over de streken die tot de “ruime Ardennen” gerekend worden, is te vinden in de respectievelijke artikelen.

## Algemene beschrijving
Men onderscheidt een hoger gedeelte en een lager gedeelte in de Ardennen, de Hoge en de Lage Ardennen. De Hoge Ardennen liggen ten oosten van de Ourthe; hier vindt men dan ook de hoogste toppen die tot over de zeshonderd meter kunnen reiken. Zo is de hoogste berg de in de Hoge Venen gelegen Signaal van Botrange (694 meter). De op een na hoogste top is de Baraque Michel van 674 meter. Een andere top is de in het noorden van de provincie Luxemburg gelegen Baraque de Fraiture (652 meter). De Lage Ardennen liggen in het zuidwesten, in het zuiden van de provincies Henegouwen, Namen en Luxemburg alsmede in het aangrenzende Frankrijk. De heuvels zijn over het algemeen niet hoger dan vijfhonderd meter. Talloze kleine rivieren ontspringen in het Ardense heuvelland, zoals de Amblève, de Ourthe en de Semois. In een aantal daarvan zijn stuwmeren aangelegd zoals onder andere bij Eupen en Robertville.

## Klimaat
De afstand tot de zee en het reliëf hebben een duidelijke invloed op het klimaat. De hoogteligging zorgt voor stuwingsneerslag. Er valt in de hoogste delen zo'n 1400 mm neerslag per jaar, tegenover 800 mm in laag België. In de hoogste delen van de Ardennen is de jaartemperatuur een kleine 5 °C lager dan in laag België. In de wintermaanden is het vaak een sneeuwrijk gebied. Een sneeuwlaag van 50–60 cm is geen uitzondering. In strenge winters met veel neerslag is op de Hoge Venen een sneeuwlaag van 70 cm niet uitgesloten. Er zijn dan ook skipistes en loipes. Maar door de relatieve nabijheid van de zee in combinatie met de overheersende zuidwestenwind, kan er zich geen stabiel sneeuwdek vormen.

## Natuur, fauna en flora
De Ardennen zijn dicht bebost (met grote bosmassieven als het woud van Anlier, het woud van Saint-Hubert, het woud van Chimay en het woud van de Semois en de Houille) en daardoor een aantrekkelijke biotoop voor wilde dieren, zoals zwarte ooievaars, wilde zwijnen, herten, roofvogels en lynxen. Ook zijn er bevers geherintroduceerd. Sinds kort zijn er ook opnieuw wolven waargenomen in de provincies Luik en Luxemburg. In de Ardennen liggen het Franse Regionaal natuurpark van de Ardennen (Parc naturel régional des Ardennes), de Waalse natuurparken Viroin-Hermeton, Bronnen, Boven-Sûre Woud van Anlier, Vallei van de Attert, Twee Ourthes, Zuidelijke Ardennen en Hoge Venen-Eifel, de Luxemburgse natuurparken Boven-Sûre en Our. Verschillende sites, natuurgebieden en natuurreservaten (Fondry des Chiens, Le Hérou,...) in het massief maken deel uit van het Europese Natura 2000-netwerk. Dankzij verschillende LIFE+-projecten van de Europese Unie werden verschillende veengebieden in de Hoge Ardennen uitgebreid en hersteld (onder andere Croix Scaille (Fange de l'Abîme), Hoge Venen, Plateau des Tailles, Veen van Malchamps). In 2022 werden twee nationale parken opgericht: Nationaal Park L'Entre-Sambre-et-Meuse en Nationaal Park Vallée de la Semois. Het Geopark Famenne-Ardenne grotendeels buiten de eigenlijke Ardennen gelegen, omvat grotten en karstverschijnselen.

## Bevolking
De Ardense huizen zijn dikwijls gebouwd met natuursteen afkomstig van lokale steengroeven wat soms zeer karakteristieke dorpjes tot gevolg heeft. In de Ardennen zijn de huizen daarom niet grijs, in de Fagne-Famenne wel.
De Ardennen zijn vanwege het moeilijke reliëf, de arme bodem en de moeilijke bereikbaarheid dunbevolkt gebleven. Alleen aan de rand zijn er enkele grote steden zoals Luik en Namen. De aanleg van de snelweg Brussel-Luxemburg heeft bijgedragen tot het ontwikkelen van nieuwe bedrijven. In het grensgebied met het Groothertogdom Luxemburg neemt de bevolking toe door migratie vanuit Luxemburg, wegens het goedkopere vastgoed.

## Geschiedenis
Bij de Romeinen stond het gebied bekend als het Silva Arduena (Het woud van Arduena, een lokale variant van de godin Diana) en in 716 werd de slag bij Amel tijdens de Frankische Burgeroorlog (715-718) in de noordelijke Ardennen gewonnen door Karel Martel. In de middeleeuwen waren de Ardennen berucht. Petrarca doorkruiste het Ardennerwoud in 1333, op de terugweg van Luik naar Italië, en noemde het "zo donker dat het de ziel met verstarring slaat". Hij reisde in oorlogstijd, alleen en ongewapend.
Veel belangwekkende gebeurtenissen hebben zich in de Ardennen in het verleden niet voorgedaan. In de nadagen van de Tweede Wereldoorlog is er hevig gevochten in dit gebied. Aan het einde van 1944 deden de Duitsers namelijk nog een laatste grote aanval tegen de geallieerden: het Ardennenoffensief, waarbij veel schade werd aangericht aan diverse oude historische kernen.

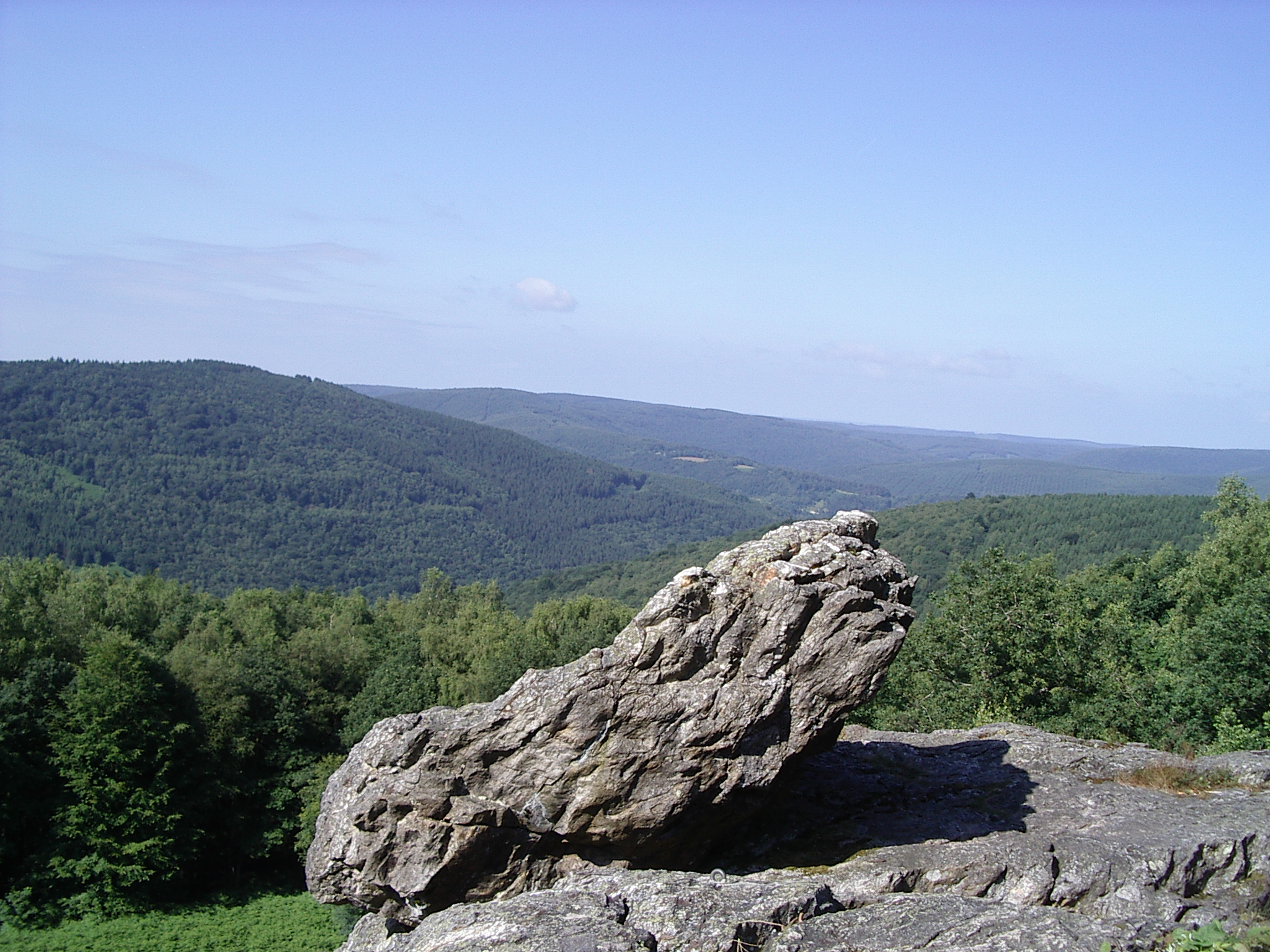
Roc la Tour, Regionaal natuurpark van de Ardennen

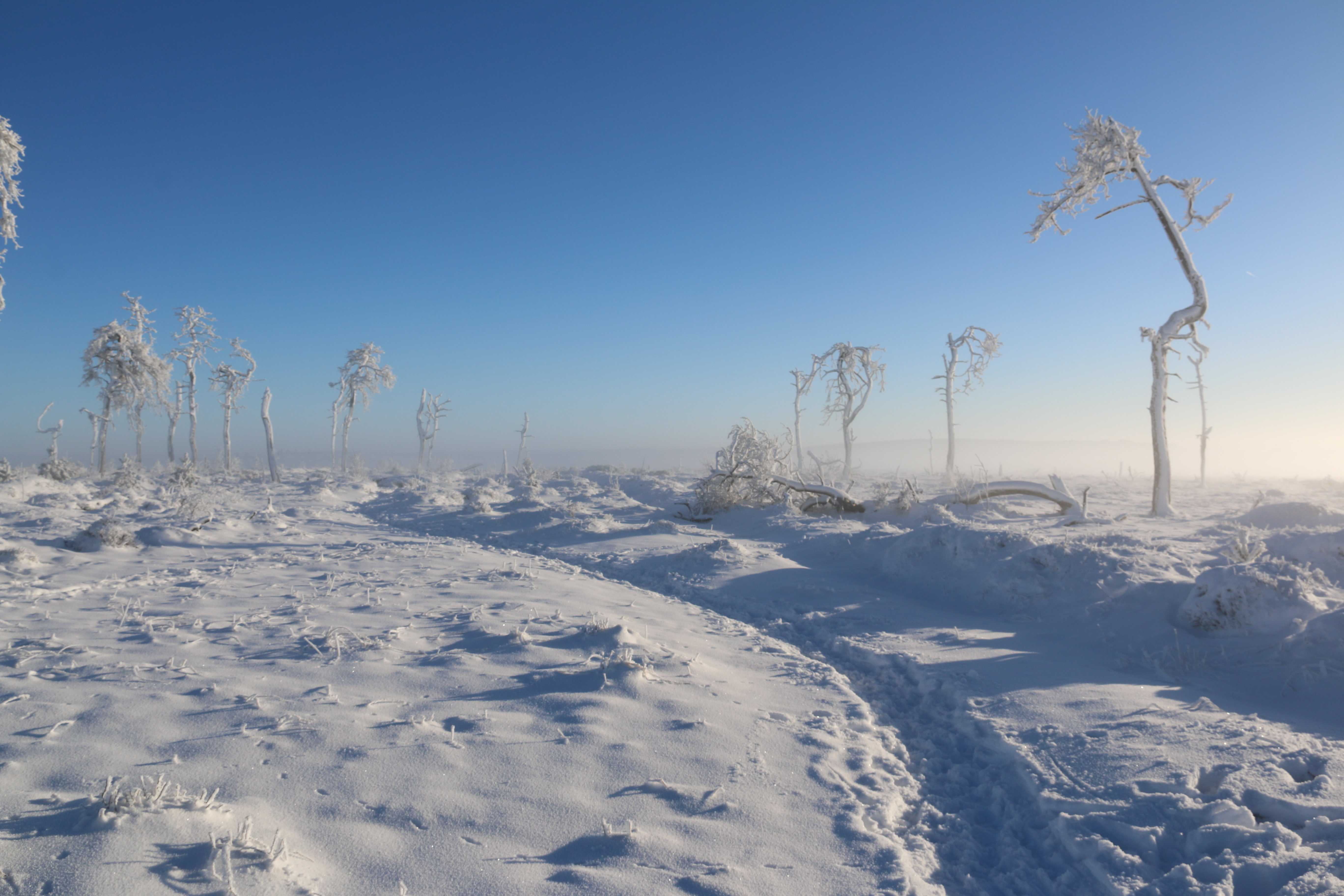
Hoge Venen, Natuurpark Hoge Venen-Eifel

## Taal
In de Ardennen wordt hoofdzakelijk Frans en het lokale Waals gesproken, behalve in uiterste oosten, de zogenoemde Belgische Eifel en het deel dat bij het groothertogdom Luxemburg hoort waar Duits of Luxemburgs gesproken wordt.
Het groothertogdom Luxemburg plus het direct aangrenzende deel van de Belgische provincie Luxemburg, het Land van Aarlen, heeft een eigen taal en economie, het Luxemburgs of Letzeburgs (Lëtzebuergesch), dat weer aan populariteit wint.

## Ontstaan
De kalkstenen die we in de Ardennen aantreffen zijn in zee ontstaan. Ongeveer 400 miljoen jaar geleden botsten de continenten Laurentië en Baltica met elkaar, waarbij een gebergte ontstond en de kalksteen omhoog geduwd werd. Dit gebergte erodeerde langzamerhand totdat zo'n 250 miljoen jaar geleden bij de vorming van Pangaea het huidige Afrika zich tegen het huidige Europa drukte en er een nieuw gebergte ontstond. Toen Pangaea geleidelijk uiteenviel en Noord-Amerika naar het westen afdreef, ontstond opnieuw een zee en kwamen de Ardennen gedeeltelijk weer onder water te liggen, waarna het gebergte snel erodeerde. Het gebied werd weer omhoog gedrukt doordat Afrika zich langzaam maar zeker tegen Europa aandrukte. Bij het versmelten van het Iberisch Schiereiland en de Adriatische plaat met Europa ontstonden de Pyreneeën en de Alpen. Behalve de vorming van deze gebergten werd het achterliggend land ook omhoog gedrukt, waardoor rivieren zich begonnen in te snijden. Hierdoor ontstond het huidig heuvellandschap van de Ardennen.

## Klimaat
| Maand                            | jan | feb | mrt | apr | mei | jun | jul | aug | sep | okt | nov | dec | Jaar  |
| -------------------------------- | --- | --- | --- | --- | --- | --- | --- | --- | --- | --- | --- | --- | ----- |
| Gemiddeld maximum (°C)           | 2   | 1   | 4   | 11  | 18  | 21  | 25  | 24  | 21  | 14  | 8   | 2   | 12,33 |
| Gemiddeld minimum (°C)           | −8  | −7  | −3  | 3   | 9   | 13  | 16  | 16  | 12  | 7   | 2   | −3  | 4,75  |
|                                  |     |     |     |     |     |     |     |     |     |     |     |     |       |
| Neerslag (mm)                    | 60  | 59  | 48  | 64  | 68  | 77  | 62  | 59  | 53  | 82  | 65  | 66  | 763   |
| Bron: Weer in Ardennen (maanden) |     |     |     |     |     |     |     |     |     |     |     |     |       |

## Streken

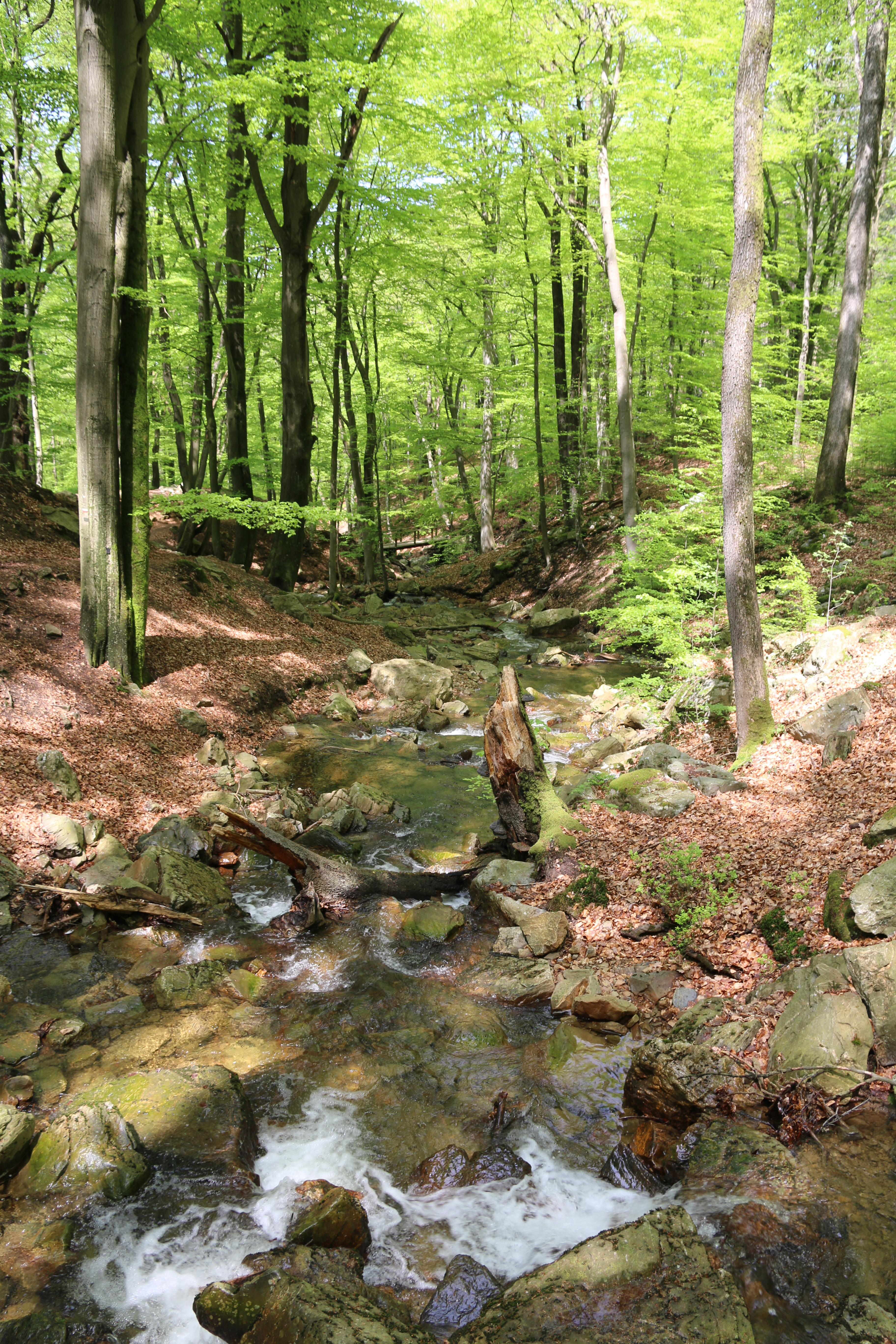
Natuurpark van de Bronnen

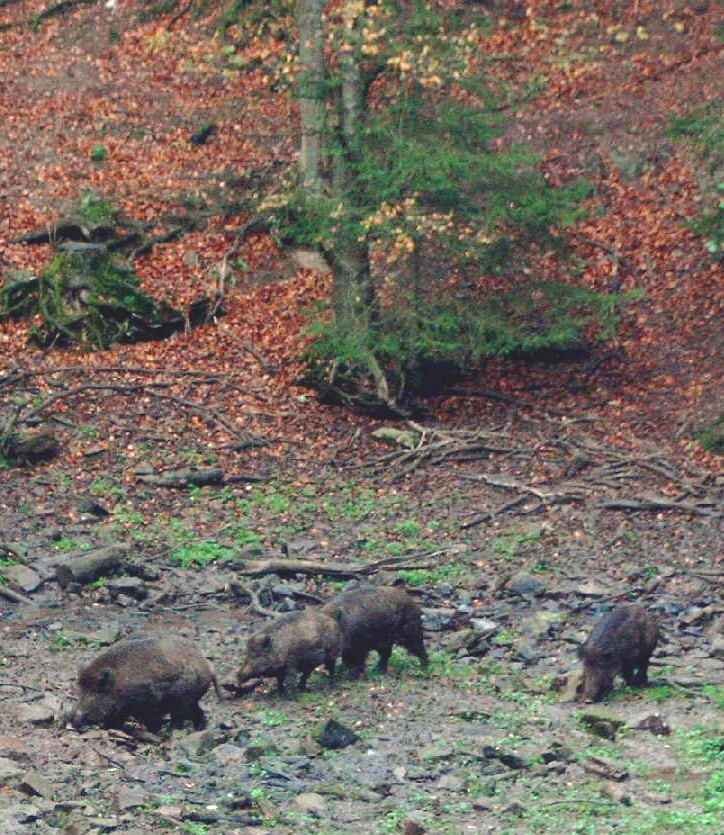
Een groep wilde zwijnen in de Ardennen

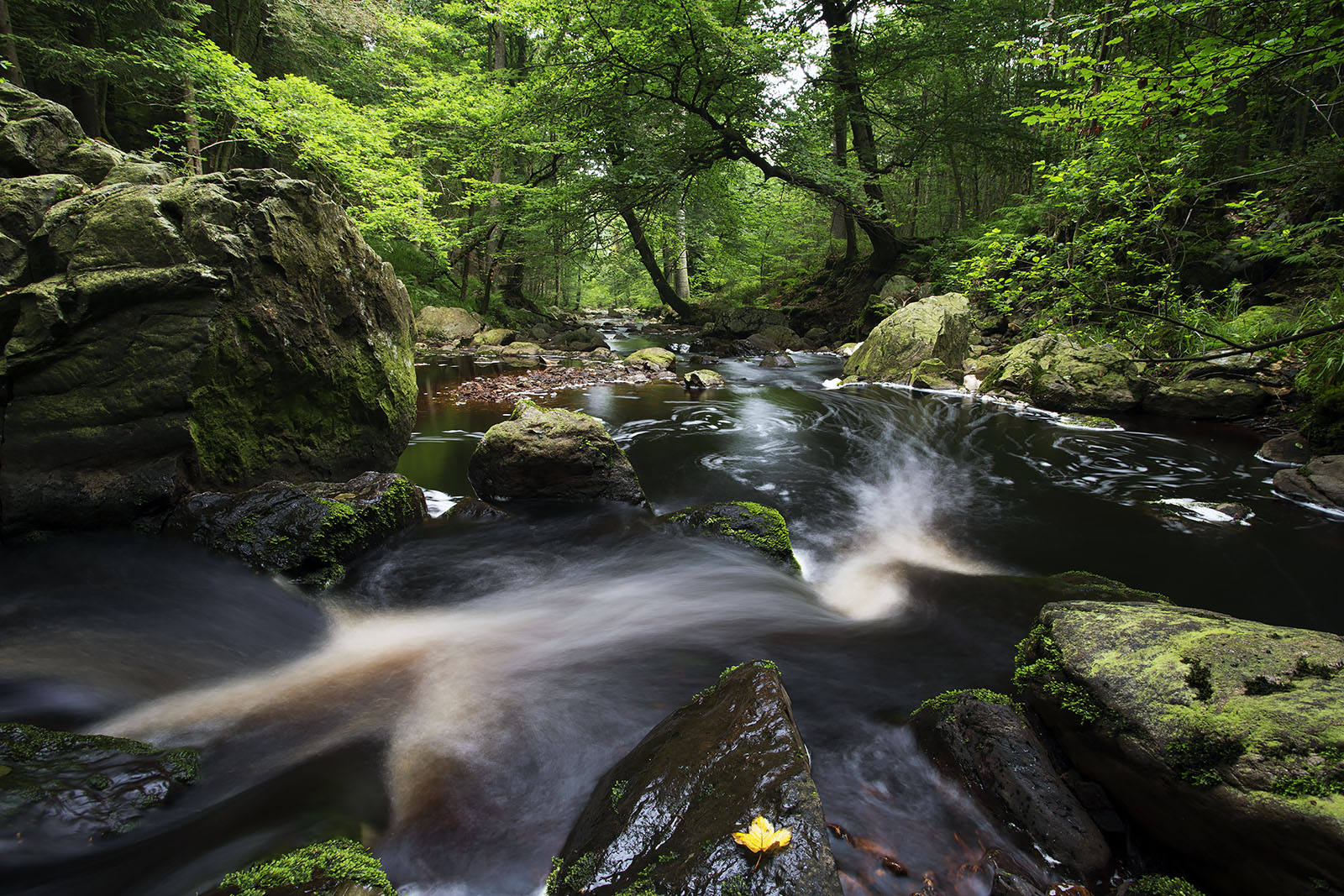
Ninglinspo in Aywaille

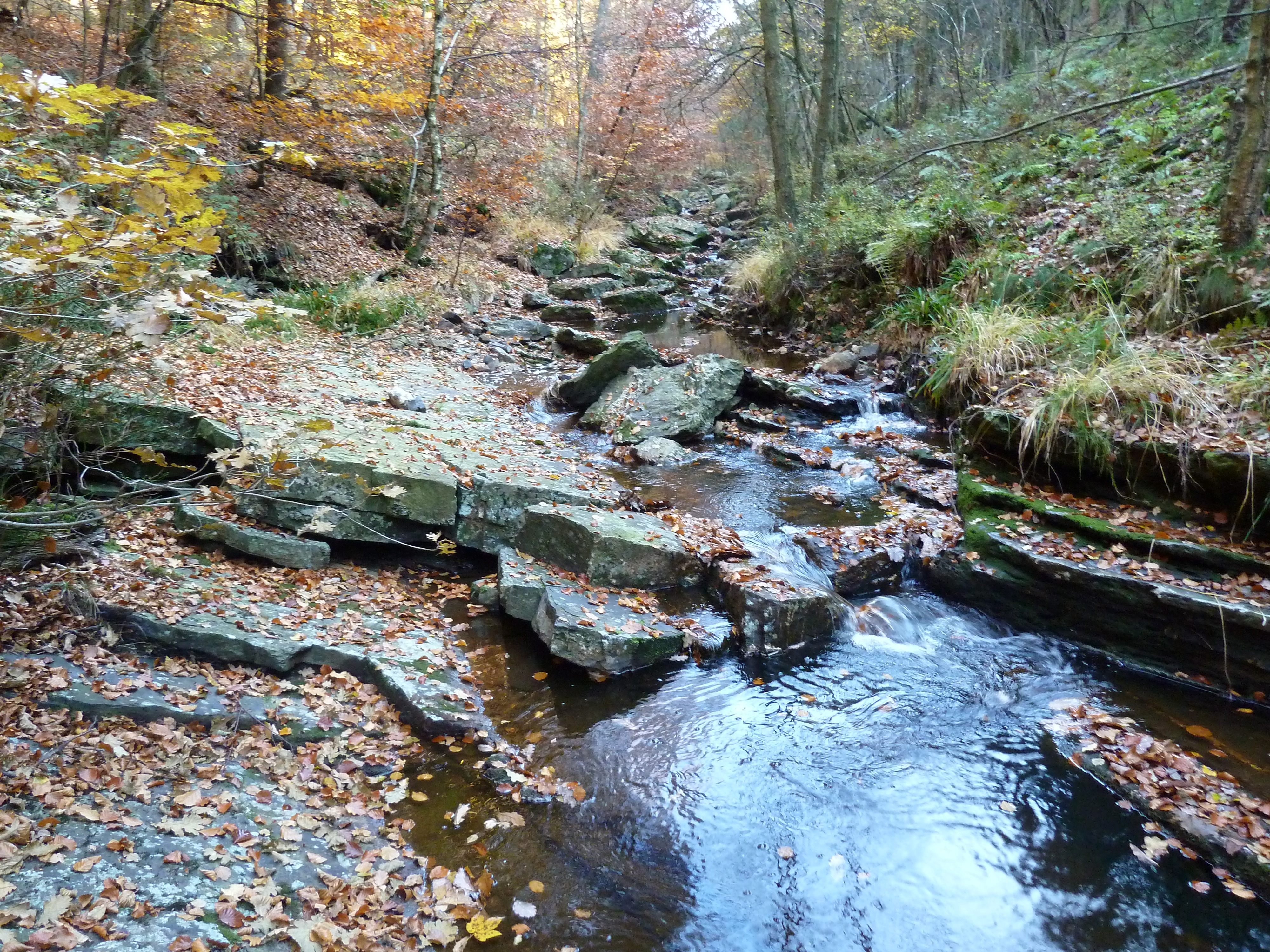
Hoëgne in Solwaster

In het Belgische deel:
- Belgische Eifel
- Hoge Venen

In het Franse deel:
- Franse Ardennen

In het Luxemburgse deel:
- Ösling

## Bekende rivieren
- Amblève/Amel
- Lesse
- Our
- Ourthe
- Semois
- Vesder
- Sûre/Sauer
- Ninglinspo, Hoëgne, Getzbach, Bayehon

## Bekende plaatsen
In de Belgische Ardennen:
- Bastenaken (Bastogne)
- Baileux
- Bertrix
- Bouillon
- Chimay
- Couvin
- Daverdisse
- Durbuy
- Gedinne
- Houffalize
- La Roche-en-Ardenne
- Libramont-Chevigny
- Malmedy
- Neufchâteau
- Ovifat
- Remouchamps
- Saint-Hubert
- Sankt Vith
- Spa
- Stavelot
- Trois-Ponts
- Verviers

## Trekpleisters

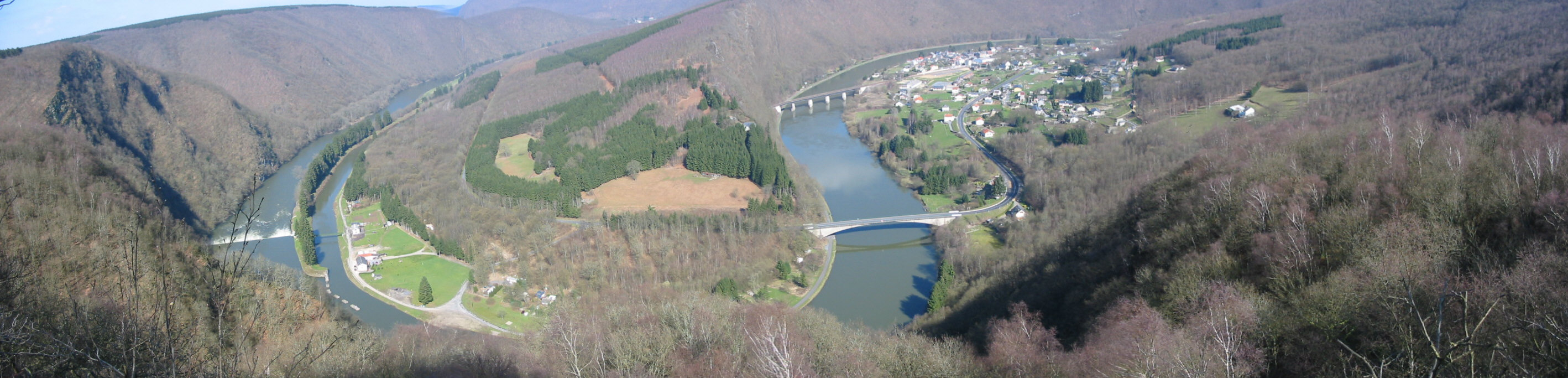
Gezicht op de Maas in de Franse Ardennen

- Kasteel van Bouillon
- Bastenaken
- Euro Space Center
- Plopsaland Ardennes

In de Franse Ardennen:
- Fumay
- Givet
- Revin

In de Luxemburgse Ardennen:
- Clervaux
- Diekirch
- Esch-sur-Sûre
- Ettelbruck
- Vianden
- Wiltz

## Vlaamse Ardennen
In westelijk België bestaat er een streek die de Vlaamse Ardennen wordt genoemd. Dit gebied behoort niet tot de Ardennen zoals hierboven beschreven en heeft slechts het achtervoegsel 'Ardennen' gekregen vanwege de licht heuvelachtige glooiing van dat landschap.